# Осек (Нова Гориця)
Осек (словен. Osek) — поселення в общині Нова Гориця, Регіон Горишка, Словенія. Висота над рівнем моря: 161,2 м. Розташоване в долині річки Віпава